# Svítání (opera)
Svítání (ve slovenském originále Svitanie) je opera o třech dějstvích (op. 24) slovenského skladatele českého původu Ladislava Holoubka. Vznikla v letech 1939–40 na libreto Jarka Elena (vlastním jménem Jaroslava Kaisera) napsané na námět veršované povídky Herodes Svetozára Hurbana-Vajanského. Premiéru měla ve Slovenském národním divadle v Bratislavě 12. března 1941.

## Vznik a charakteristika opery
Druhá opera skladatele Ladislava Holoubka vznikla bezprostředně po první (Stella, premiéra 1939). Je to nejzdařilejší z jeho raných oper.
O historické opeře začal prý Holoubek uvažovat již při psaní Stelly; potřeba dosud chybějící historické a národní slovenské opery vzrostla po vyhlášení Slovenského státu a Stella, první opera premiérovaná za Slovenského státu, kvůli své libretem i hudbou internacionální povaze dostát nemohla. 
Libreto napsal básník a autor písňových textů Jarko Elen-Kaiser (1895–1978) – stejně jako Holoubek rodilý Čech – na základě epické básně Svetozára Hurbana-Vajanského, popisující odvlékání slovenských dětí za Rakousko-Uherska ke kolonizaci do Dolní země, t. jižní části Uherského království (Bačka, Banát aj.). Libretista látku rozdělil do tří dějství a přidal šťastný závěr příběhu, jímž vyjadřuje i naději v šťastnou budoucnost země (odtud metafora svítání, jež se promítla do názvu opery). Slovy skladatele: „[l]ibreto opery opisuje historický okruh. Není to historie věrná, ale podle potřeb divadla je to historie přizpůsobená – zidealizovaná.“ Podle slovenského muzikologa a hudebního historika Igora Vajdy Libreto je z dramatického pohledu kvalitní svou soustředěností a stručností, text je básnicky vybroušený a postavy a situace jsou jazykově individualizovány (právě tyto kvality postrádalo libreto Stelly). Dobové kritiky však k němu vyjadřovaly výhrady: podle recenzenta vládního listu Slovák je problémem klesající dramatický náboj: první dějství je nejživější, pak však dramatický náboj slábne a ve třetím dějství se pak kromě vysvětlování nic neděje, navíc končí zcela statickou apoteózou. Recenzent listu Gardista naopak oceňoval celkovou dramatickou konstrukci (dával přednost dějství druhému), chyběl mu však ideový podklad: „libreto je pouhým seřazováním jistého druhu dějepisných obrazů, které jsou sice pro svou nacionálně-citovou náplň působivé, ze kterých se však nedá udělat dobrá opera“. Výhrady zněly i proti jazykovému zpracování: kritika zmiňovala přílišný patos konverzace a malý kontrast mezi hovory o obyčejných věcech a lyrickými výlevy.
Dramatický tok je členěn na principu číslové opery, tj. sledu relativně – nikoli však zcela – uzavřených scén. To vede k určité statičnosti a případně i zdlouhavosti některých scén, například tanečních, řada samostatných čísel je však velmi vydařená, dobře strukturovaná, gradovaná a laděná (např. dvojzpěv notáře a emisara a píseň rychtáře v 1. dějství nebo tercet Paľa, Marienky a převozníka z 2. dějství). Dramatické jednoty překonávající toto členění skladatel dosahuje tím, že každé dějství strukturuje jako uzavřenou hudební formu, která končí reprízou nebo variací na jeho začátek. Některé recenze však soudily, že se to zcela nezdařilo a že celek je přetržitý.
Holoubkův hudební jazyk zůstává na půdě novoromantismu, je však zřetelný vliv českého novoromantismu Smetany nebo Foerstera spočívající v celkovém oproštění výrazu a zjednodušení orchestrální faktury. Tisk ji označoval za relativně moderní, ne svou celkovou koncepcí, spíše instrumentační technikou, rytmikou a melodikou; poznamenal, že „harmonie není tak smělá, jak autor tvrdí“. Melodie mají blízko k lidové písni, ale spíše novějšího typu a ne specificky slovenské. Intonace jsou vedle venkovského ovlivněny i městským folklórem. Je citováno i několik autentických lidových písní, ne však jako vlastní materiál, ale jejich úryvky slouží k rozvinutí samostatného symfonického proudu (takto je vystavena například velká taneční scéna v 1. dějství). Tento společný základ českých a slovenských lidových písní tvoří tematické jádro související se slovenskými hrdiny, (dolno-)uherské prostředí a postavy jsou naopak charakterizovány tečkovaným rytmem typickým pro novouherskou lidovou hudbu. Zvláštním kvalitativním přínosem oproti Holoubkově první opeře je jednak bezpečné zvládnutí deklamace slovenského jazyka – toto Holoubek docílil ve slovenské opeře jako první a kritika to zvlášť vřele uznala – a větší přizpůsobení orchestrálního doprovodu zpěvní složce, jednak obohacení o dobře znějících sbory.
Celkové kritické hodnocení Holoubkova Svítání nebylo plně nadšené. Byla očekávána vytoužená autentická a kvalitní slovenská opera (takovou ostatně sám Holoubek čekal od Suchoně, Moyzese nebo Cikkera), avšak „tento podnik neskončil po umělecké stránce zcela přesvědčivě“. Bylo uznáváno, že jde o značný pokrok v tomto směru: „Zdá se, že pro slovenskou operní tvorbu nastávají lepší časy.“ Oceněn byl zejména skladatelův nepopíratelný smysl pro hudební divadlo (Holoubek prý má „ze všech slovenských skladatelů dneška … nejlepší znalost divadelní techniky a nejpůsobivější divadelní výraz“), při hodnocení jeho hudby bylo však poukazováno spíše na jeho „znalosti hudebně-dramatické a kompoziční techniky“, „rutinovanou divadelní techniku“ a podobně. Pochyby bylo o její původnosti a pravé umělecké ceně. Recenzent Slováka se však domníval, že „[j]e to celkově hudba plytká, ale zajímavá a pestrá“, „nesahá do hloubky“, „originálnost hudby má svá úskalí“, a recenzent Gardisty Holoubkovi radil příště zaujmout „nekompromisní postoj k umělecké osobě a k umění vlastnímu především“.
Dobové kritiky zdůrazňovaly „aktuálnost“ námětu a „zřejmou tendenci“ a vlasteneckost díla – premiéra byla připravena ke druhému výročí vyhlášení Slovenského státu – projevující se zejména v závěrečné apoteóze včetně štúrovského hesla „nazpět cesta nemožná“. Premiéře v SND byla přítomna řada domácích politických představitelů (ministři Alexander Mach, Gejza Medrický, Jozef Sivák, Július Stano, šéf Úřadu propagandy Karol Murgaš aj.) a bývalý bulharský car Ferdinand. Premiéra Svítání „měla zasloužený a mimořádně srdečný úspěch“. Byla přenášena též Slovenským rozhlasem.
Po Detvanovi Figuše-Bystrého představuje Holoubkovo Svítání významný krok ke slovenské národní opeře, ve využití lidového materiálu však stále zůstává na základě durovo-mollové tonality a tradiční funkční harmonie. Autentický základ slovenské lidové hudby dokázal zužitkovat až Eugen Suchoň ve své Krútňavě.

## Osoby a první obsazení
| osoba               | hlasový obor  | premiéra (12. březen 1941)           |
| ------------------- | ------------- | ------------------------------------ |
| Paľo                | tenor         | Janko Blaho                          |
| Marienka, jeho milá | soprán        | Helena Bartošová                     |
| Notář               | tenor         | František Hájek                      |
| Emisar              | baryton       | Emil Schütz                          |
| Převozník           | bas           | Arnold Flögl                         |
| Rychtář             | bas           | Zdenko Ruth-Markov                   |
| Peter               | tenor         | Rudolf Petrák                        |
| Dobrota             | tenor         | Harry Kluska                         |
| Suroviak            | baryton       | Rudolf Bachlet / Imrich Gál          |
| Jožo                | …             | Belo Turba                           |
| Jano                | …             | Jozef Klein                          |
| Mišo                | …             | Vratislav Jelínek                    |
| Katka               | soprán        | Dita Gabajová / Zita Frešová-Hudcová |
| Kupec               | …             | Anton Matejček                       |
| První žena          | soprán        | Janka Kamasová(-Gabčová)             |
| Druhá žena          | alt           | Marka Medvecká                       |
| Pacholek            | …             | Josef Bláha                          |
| První dobrovolník   | …             | Alois Červenka                       |
| Druhý dobrovolník   | …             | Jozef Paulik                         |
| Třetí dobrovolník   | …             | Anton Ludvig                         |
| Čtvrtý dobrovolník  | …             | Zdenek Hrůza                         |
| První strážník      | …             | Jozef Klein                          |
| Druhý strážník      | …             | Anton Illenberger                    |
| Hajduk              | …             | František Dibarbora                  |
| Velitel vojska      | …             | Ferdinand Lehotský                   |
| Malá Marienka       | …             | Andelka Horáková                     |
| Malý Paľko          | …             | Anton Kopas                          |
| Kovář               | …             | Anton Veselý                         |
| Děti a vesničané    |               |                                      |
| Dirigent:           | Dirigent:     | Ladislav Holoubek                    |
| Režie:              | Režie:        | Bohuš Vilím                          |
| Choreografie:       | Choreografie: | Gréta Schmidtová                     |
| Výprava:            | Výprava:      | Ján Ladvenica                        |

## Děj opery

### 1. dějství
(Vesnice v Horní zemi) Dědina právě slaví hody, vesničané zpívají veselé písně i písně smutné, upomínající na to, že lid žije stále v porobě. Do vesnice přichází notář a cizí emisar, který pozoruje lidi, zejména děti: zdají se mu zdravé a statné. Přináší totiž rozkaz, podle něhož mají být děti vesničanům odebrány a odvezeny do Dolní země k převýchově a kolonizaci pustiny. Vesničané jsou zaraženi, jen děti si dále bezstarostně hrají – mezi nimi Paľo a Marienka – na chvíli strhnou i dospělé do své hry a tance.
Brzy však vystupuje hajduk a začíná pořádat odvoz dětí, který má proběhnout ještě týž den. Rychtář se snaží utišit hořekující otce a matky. Děti jsou jedno po druhém vyvolávány a po srdceryvném rozloučení s rodiči jsou odváděny vojskem. Matky se modlí a otcové hrozí pomstou, vše je však nadarmo.

### 2. dějství
(V Dolní zemi, břeh Velké řeky poblíž kolonie) Jako mladí kolonisté – mezi nimi i již dospělí Paľo a Marienka –, ani starý převozník zde není dobrovolně. Stýská si na svou nevolnou službu a vzpomíná na svou rodnou dědinu v Horní zemi. Notář a emisar přicházejí po skončené každoroční inspekci kolonie. Notář s nevolí zjišťuje, že se kolonisté stále drží svého jazyka a zvyků, a než se nechá převézt na druhou stranu Velké řeky, klade to za vinu emisarovi. Ten se rozmrzele vrací do osady.
Z kolonie sem potají přišli Paľo a Marienka: chtěli by uprchnout a žádají převozníka o pomoc. Převozník může převézt Paľa, Marienka však musí počkat, až se převozníkova dcera vrátí ze služby, aby mohla utéci v jejích šatech. zatímco je Paľo převážen, vrací se emisar a osamělé dívce dělá nejprve necudné návrhy, pak se jí pokouší zmocnit násilím. Vracející se převozník přispěchá Marience na pomoc a udeří emisara veslem do hlavy; ten spadne to řeky a utone. Útěk mladých lidí vyvolal v kolonii poplach, takže sem přicházejí strážníci, a když najdou Marienku, zmocní se jí a odvádějí ji zpět. Jelikož emisarovo tělo odnesla Velká řeka, jeho zabití zatím nevychází najevo.

### 3. dějství
(1. obraz – Na druhém břehu Velké řeky, v noci) Dobrovolníci z Horní země přišli, aby osvobodili své krajany; cestu jim ukazuje a vede je Paľo. Je domluven s převozníkem, který jednoho muže po druhém převáží na druhou stranu; zůstává jen nepočetná stráž.
(2. obraz – Tamtéž, před svítáním) Břeh řeky naproti kolonii osvětlují plameny velkého požáru. Odtamtud však přijíždí loď s jásavou písní osvobozených kolonistů. Mezi nimi vystupují i Paľo a Marienka, kteří se šťastně shledali. Přepad kolonie se zdařil. Nepřátelé ji sice zapálili, když viděli, že podlehnou přesile, ale chlapům z Horní země se podařilo zmocnit jejich lodi a jsou i s kolonisty na cestě zpět do rodného kraje. Marienka jménem všech osvobozených děkuje zachránců, zejména Paľovi a převozníkovi, a vyjadřuje víru v to, že jejímu lidu – zachová-li si odvahu a touhu po svobodě – kyne lepší budoucnost, symbolizovaná právě vycházejícím sluncem.